# Бахмутово (Чувашия)
Ба́хмутово (чув. Бахмутово) — деревня в Порецком районе Чувашской Республики России. Входит в состав Анастасовского сельского поселения.

## География
Деревня находится в юго-западной части Чувашии, в пределах Чувашского плато, в зоне хвойно-широколиственных лесов, на берегах реки Тулупихи, вблизи места впадения её в реку Меню, на расстоянии примерно 3 километров (по прямой) к западу от села Порецкого, административного центра района. Абсолютная высота — 87 метров над уровнем моря.

### Климат
Климат характеризуется как умеренно континентальный, с продолжительной морозной зимой и тёплым летом. Среднегодовая температура воздуха — 3,6 °С. Средняя температура воздуха самого тёплого месяца (июля) — 19,1 °C (абсолютный максимум — 38 °C); самого холодного (января) — −12,3 °C (абсолютный минимум — −44 °C). Безморозный период длится около 140 дней. Среднегодовое количество атмосферных осадков составляет 525 мм, из которых 352 мм выпадает в вегетационный период

### Часовой пояс
Деревня Бахмутово, как и вся Чувашия, находится в часовой зоне МСК (московское время). Смещение применяемого времени относительно UTC составляет +3:00.

## Население
| 2010 | 2012 |
| ---- | ---- |
| 271  | →271 |

### Половой состав
По данным Всероссийской переписи населения 2010 года в гендерной структуре населения мужчины составляли 46,9 %, женщины — соответственно 53,1 %.

### Национальный состав
Согласно результатам переписи 2002 года, в национальной структуре населения русские составляли 97 % из 366 чел.